# 伯莎 (內布拉斯加州)
伯莎（英語：Bertha）是位於美國內布拉斯加州伯特縣的非建制地區。

## 歷史
伯莎的郵局於1890年設立，1895年又於1898年停運，最終於1900年停運。

## 地理
伯莎所處的海拔為高於海平面421米（即1381英呎），而該地所採用的時區為UTC-6，即北美中部时区（CST）。同時該地設有夏令時間，為UTC-6調快一小時，即UTC-5（CDT）。